# Lycianthes connata
Lycianthes connata là loài thực vật có hoa trong họ Cà. Loài này được J.L. Gentry mô tả khoa học đầu tiên năm 1973.